# Canton de Cerizay
Le canton de Cerizay est une circonscription électorale française située dans le département des Deux-Sèvres et la région Nouvelle-Aquitaine.

## Géographie
Ce canton est organisé autour de Cerizay dans les arrondissements de Bressuire et de Parthenay. Son altitude varie de 117 m (Le Pin) à 262 m (Saint-Paul-en-Gâtine).

## Histoire
Par décret du 18 février 2014, le nombre de cantons du département est divisé par deux, avec mise en application aux élections départementales de mars 2015. Le canton de Cerizay est conservé et s'agrandit. Il passe de 10 à 23 communes.
À la suite de la création de la commune nouvelle de Moncoutant-sur-Sèvre, la composition du canton est révisée par un décret du 7 novembre 2019. Le nombre de communes est de 18.

## Représentation

### Conseillers généraux de 1833 à 2015
| Période | Période          | Identité                                            | Étiquette          | Qualité |
| ------- | ---------------- | --------------------------------------------------- | ------------------ | --- |
| 1833    | 1847 (décès)     | Armand Désiré de la Fontenelle-Vaudoré              |                    | Historien et archéologue Conseiller à la Cour royale de Poitiers Propriétaire à Saint-Jouin-de-Milly                    |
| 1847    | 1848             | Pierre Robouam                                      |                    | Magistrat, ancien Procureur du Roi à Saumur                                                                             |
| 1848    | 1852             | Louis de Rohan-Chabot                               |                    | Propriétaire à Cerizay et à La Forêt-sur-Sèvre                                                                          |
| 1852    | 1866 (décès)     | Victor Nau                                          |                    | Propriétaire Maire de La Forêt-sur-Sèvre                                                                                |
| 1867    | 1870             | Joseph Robouam du Plessis (fils de P.Robouam)       |                    | Propriétaire à La Forêt-sur-Sèvre                                                                                       |
| 1870    | 1871             | Julien Marie Gaston du Vergier de la Rochejaquelein | Droite monarchiste | Propriétaire du château de Clisson à Boismé Député (1871-1878, 1881-1885, 1889-1897)                                    |
| 1871    | 1907 (décès)     | Jules-Henri Leschallier de Lisle                    | Droite             | Propriétaire, Maire de Cerizay                                                                                          |
| 1907    | 1937             | Jules Leschallier de Lisle                          | Républicain        | Propriétaire Maire de Cerizay                                                                                           |
| 1937    | 1940             | Jean Salliard du Rivault                            | Union nationale    | Avocat Maire de La Forêt-sur-Sèvre, conseiller d'arrondissement Nommé conseiller départemental en 1943                  |
|         |                  |                                                     |                    | |
| 1945    | 1967             | Jean Salliard du Rivault                            | DVD-CNIP           | Député (1951-1958) Maire de La Forêt-sur-Sèvre Président du Conseil général (1955-1967)                                 |
| 1967    | 1977 (démission) | Georges Galichon                                    | UDR                | Maire de La Forêt-sur-Sèvre Président du Conseil d'administration d'Air France Nommé ambassadeur au Saint-Siège en 1977 |
| 1977    | 1982 (décès)     | Léon Marchand                                       | UDF                | Meunier expert Maire de Combrand (1971-1982)                                                                            |
| 1982    | 1985             | Roger Bressollette                                  | DVD                | Pharmacien Maire de La Forêt-sur-Sèvre                                                                                  |
| 1985    | 2004             | Armelle Guinebertière                               | RPR UMP            | Députée au Parlement européen (1994-1999) Conseillère municipale de Cerizay                                             |
| 2004    | 2015             | Johnny Brosseau                                     | PS                 | Cadre Maire de Cerizay depuis 2008 Vice-président du Conseil général                                                    |

### Conseillers d'arrondissement (de 1833 à 1940)
| Période                                  | Période | Identité                               | Étiquette    | Qualité |
| ---------------------------------------- | ------- | -------------------------------------- | ------------ | --- |
| 1833                                     | 1848    | Pierre René Brémand                    |              | Maire de Cerizay                                                                                            |
|                                          |         |                                        |              | |
| 1904                                     | 1919    | Georges de Tinguy de Nesmy (1846-1921) | Conservateur | Zouave pontifical, propriétaire à Cirières                                                                  |
| 1919                                     | 1937    | Jean Salliard du Rivault               | Droite       | Président cantonal de l'Union des Combattants, conseiller municipal de La Forêt-sur-Sèvre                   |
| 1937                                     | 1940    | Henri Leschallier de Lisle (1911-1983) | Droite       | Propriétaire à Cerizay                                                                                      |
| 1940                                     |         |                                        |              | Les conseils d'arrondissement ont été suspendus par la loi du 12 octobre 1940 et n'ont jamais été réactivés |
| Les données manquantes sont à compléter. |         |                                        |              | |

### Représentation à partir de 2015
| Période élective | Période élective | Mandat | Mandat   | Identité          | Nuance | Nuance | Qualité                                                                                              |
| ---------------- | ---------------- | ------ | -------- | ----------------- | ------ | ------ | --- |
| 2015             | 2021             | 2015   | 2021     | Thierry Marolleau |        | DVD    | Chef d'entreprise, maire de La Forêt-sur-Sèvre                                                       |
| 2015             | 2021             | 2015   | 2021     | Sylvie Renaudin   |        | LR     | Comptable-conseil, conseillère municipale de Moncoutant                                              |
| 2021             | 2028             | 2021   | en cours | Thierry Marolleau |        | DVD    | Conseiller sortant, 1er vice-président chargé des Finances, des Ressources humaines et des Bâtiments |
| 2021             | 2028             | 2021   | en cours | Sylvie Renaudin   |        | LR     | Conseillère sortante                                                                                 |

### Résultats détaillés

#### Élections de mars 2015
À l'issue du premier tour des élections départementales de 2015, deux binômes sont en ballottage : Thierry Marolleau et Sylvie Renaudin (Union de la droite, 38,98 %) et Johnny Brosseau et Joëlle Vinet (Union de la gauche, 38,17 %). Le taux de participation est de 51,87 % (9 931 votants sur 19 147 inscrits) contre 50,44 % au niveau départemental et 50,17 % au niveau national.
Au second tour, Thierry Marolleau et Sylvie Renaudin (Union de la droite) sont élus avec 53,26 % des suffrages exprimés et un taux de participation de 52,62 % (4 938 voix pour 10 075 votants et 19 148 inscrits).

#### Élections de juin 2021
Le premier tour des élections départementales de 2021 est marqué par un très faible taux de participation (33,26 % au niveau national). Dans le canton de Cerizay, ce taux de participation est de 29,92 % (5 663 votants sur 18 926 inscrits) contre 32,03 % au niveau départemental. À l'issue de ce premier tour, deux binômes sont en ballottage : Thierry Marolleau et Sylvie Renaudin (Union au centre et à droite, 59,24 %) et Florence Bazzoli et Nicolas Legrand (Union à gauche avec des écologistes, 23,44 %).
Le second tour des élections est marqué une nouvelle fois par une abstention massive équivalente au premier tour. Les taux de participation sont de 34,36 % au niveau national, 31,89 % dans le département et 29,1 % dans le canton de Cerizay. Thierry Marolleau et Sylvie Renaudin (Union au centre et à droite) sont élus avec 71,02 % des suffrages exprimés (3 541 voix pour 5 510 votants et 18 932 inscrits),,. 

## Composition

### Composition avant 2015
Le canton de Cerizay regroupait 10 communes.
| Nom                   | Code Insee | Codepostal | Superficie (km2) | Population (dernière pop. légale) | Densité (hab./km2) |
| --------------------- | ---------- | ---------- | ---------------- | --------------------------------- | ------------------ |
| Cerizay (chef-lieu)   | 79062      | 79140      | 18,55            | 4 734 (2012)                      | 255                |
| Bretignolles          | 79050      | 79140      | 13,16            | 645 (2012)                        | 49                 |
| Cirières              | 79091      | 79140      | 16,83            | 982 (2012)                        | 58                 |
| Combrand              | 79096      | 79140      | 24,62            | 1 164 (2012)                      | 47                 |
| Courlay               | 79103      | 79440      | 29,46            | 2 427 (2012)                      | 82                 |
| La Forêt-sur-Sèvre    | 79123      | 79380      | 55,94            | 2 297 (2012)                      | 41                 |
| Montravers            | 79183      | 79140      | 10,12            | 376 (2012)                        | 37                 |
| Le Pin                | 79210      | 79140      | 19,09            | 1 059 (2012)                      | 55                 |
| Saint-André-sur-Sèvre | 79236      | 79380      | 19,85            | 633 (2012)                        | 32                 |
| Saint-Jouin-de-Milly  | 79261      | 79380      | 6,77             | 203 (2012)                        | 30                 |

### Composition depuis 2015
Lors du redécoupage de 2014, le canton comprenait vingt-trois communes entières.
À la suite de la création de la commune nouvelle de Moncoutant-sur-Sèvre au 1er janvier 2019, le canton comprend désormais dix-huit communes entières.
| Nom                             | Code Insee | Intercommunalité         | Superficie (km2) | Population (dernière pop. légale) | Densité (hab./km2) | Modifier                                    |
| ------------------------------- | ---------- | ------------------------ | ---------------- | --------------------------------- | ------------------ | ------------------------------------------- |
| Cerizay (bureau centralisateur) | 79062      | CA du Bocage Bressuirais | 18,55            | 4 795 (2022)                      | 258                | modifier les données · modifier les données |
| L'Absie                         | 79001      | CA du Bocage Bressuirais | 13,02            | 1 078 (2022)                      | 83                 | modifier les données · modifier les données |
| Bretignolles                    | 79050      | CA du Bocage Bressuirais | 13,16            | 596 (2022)                        | 45                 | modifier les données · modifier les données |
| Chanteloup                      | 79069      | CA du Bocage Bressuirais | 20,71            | 982 (2022)                        | 47                 | modifier les données · modifier les données |
| La Chapelle-Saint-Laurent       | 79076      | CA du Bocage Bressuirais | 28,85            | 2 080 (2022)                      | 72                 | modifier les données · modifier les données |
| Cirières                        | 79091      | CA du Bocage Bressuirais | 16,83            | 949 (2022)                        | 56                 | modifier les données · modifier les données |
| Clessé                          | 79094      | CA du Bocage Bressuirais | 29,08            | 925 (2022)                        | 32                 | modifier les données · modifier les données |
| Combrand                        | 79096      | CA du Bocage Bressuirais | 24,62            | 1 194 (2022)                      | 48                 | modifier les données · modifier les données |
| Courlay                         | 79103      | CA du Bocage Bressuirais | 29,46            | 2 403 (2022)                      | 82                 | modifier les données · modifier les données |
| La Forêt-sur-Sèvre              | 79123      | CA du Bocage Bressuirais | 55,94            | 2 261 (2022)                      | 40                 | modifier les données · modifier les données |
| Largeasse                       | 79147      | CA du Bocage Bressuirais | 30,35            | 750 (2022)                        | 25                 | modifier les données · modifier les données |
| Moncoutant-sur-Sèvre            | 79179      | CA du Bocage Bressuirais | 92,78            | 5 100 (2022)                      | 55                 | modifier les données · modifier les données |
| Montravers                      | 79183      | CA du Bocage Bressuirais | 10,12            | 368 (2022)                        | 36                 | modifier les données · modifier les données |
| Neuvy-Bouin                     | 79190      | CA du Bocage Bressuirais | 25,30            | 484 (2022)                        | 19                 | modifier les données · modifier les données |
| Le Pin                          | 79210      | CA du Bocage Bressuirais | 19,09            | 1 069 (2022)                      | 56                 | modifier les données · modifier les données |
| Saint-André-sur-Sèvre           | 79236      | CA du Bocage Bressuirais | 19,85            | 637 (2022)                        | 32                 | modifier les données · modifier les données |
| Saint-Paul-en-Gâtine            | 79286      | CA du Bocage Bressuirais | 15,39            | 496 (2022)                        | 32                 | modifier les données · modifier les données |
| Trayes                          | 79332      | CA du Bocage Bressuirais | 7,20             | 115 (2022)                        | 16                 | modifier les données · modifier les données |
| Canton de Cerizay               | 7904       |                          | 470,30           | 26 282 (2022)                     | 56                 | modifier les données                        |

## Démographie

### Démographie avant 2015
| 1962   | 1968   | 1975   | 1982   | 1990   | 1999   | 2006   | 2011   | 2012   |
| ------ | ------ | ------ | ------ | ------ | ------ | ------ | ------ | ------ |
| 12 217 | 12 896 | 13 933 | 14 401 | 14 440 | 14 043 | 14 157 | 14 452 | 14 520 |

La population du canton est stable entre 1999 et 2006. Dans l'ensemble, toutes les communes connaissent une stabilité de leur population (entre −0,5 %/an et 1 %/an), à l'image du chef-lieu (+2 hab. à Cerizay). Seules les communes de Montravers et Saint-Jouin-de-Milly ont une évolution plus nette : la première, avec 76 nouveaux habitants sur la période, est la commune qui augmente le plus (+3,8 %/an), et la seconde au contraire perd des habitants (−47 hab., −2,7 %/an).

### Démographie depuis 2015
En 2022, le canton comptait 26 282 habitants, en évolution de +0,54 % par rapport à 2016 (Deux-Sèvres : +0,18 %, France hors Mayotte : +2,11 %).
| 2013   | 2018   | 2022   |
| ------ | ------ | ------ |
| 26 058 | 26 161 | 26 282 |